# Sva jutra sveta
Sva jutra sveta (fr. Tous les matins du monde) je francuski film iz 1991. godine zasnovan na istoimenoj knjizi Paskala Kinjara (fr. Pascal Quignard). Radnja je smeštena za vreme vladavine Luja XIV. Film pokazuje renomiranog muzičara Marinа Maraisа koji se osvrće na svoju mladost. Naslov filma je objašnjen rečenicom: "Tous les matins du monde sont sans retour" („Sva jutra sveta se ne mogu vratiti”) koju je izgovorio Marais u 16. poglavlju Kinjarove novele kada je čuo za Madleninu smrt.

## Pozadina
Iste godine kada je knjiga izašla, Paskal Kinjar, zajedno sa piscem Alanom Kornoom, prilagodili su roman filmu u kojem su glumili Žan-Pjer Mariel, Žerar Depardje, An Brošet (fr. Anne Brochet) i Gijom Depardje (fr. Guillaume Depardieu). Film je distribuiran od strane Koch-Lorber Films.
Radnja filma se dešava oko kasnog 17. i ranog 18. veka, kompozitora Marin Marais i njegovog života kao muzičara, njegovog mentora Gospodinom de Sent Kolombom (fr. Monsier de Saint Colombe), i Sent Kolombove ćerke. Sredovečni Marais, koga igra Žerar Depardje, priča priču, dok njegov sin Gijom Depardje igra ulogu mladog Maraisa. Očaravajuća melodija njegovog instrumenta viol (viola da gamba),koju svira Đordi Saval, čuje se tokom celog filma i igra glavnu ulogu u podizanju raspoloženja. Mada je izmišljena, priča je zasnovana na istorijskim likovima, i ono malo što se zna o njihovim životima je tačno prikazano.
Scene filma postavljene u salonu Luja XV snimljene su u zlatnoj galeriji Francuske banke.

## Sinopsis
Sredovečni kompozitor Marin Marais, violinista iz 17—18. veka, priseća se uspomene na mladost i svog bivšeg nastavnika i nedostižnog svirača viole, jansenistu Gospodina de Sent Kolomba i njegove dve ćerke Madlene (fr. Madeleiene) i Toanete (fr. Toinette). Sent Kolomb se posvetio muzici nakon smrti svoje zene, vaspitavanju svoje dve ćerke. Uprkos tome što živi povučeno od sveta, poznat je po svojoj virtuoznosti i po svojim tehnickim inovacijama. O njegovom umeću se čulo do dvora Luja XIV. Kralj je poslao izaslanika, Kenjea (fr. Caigneta), da trazi od njega da svira na dvoru, ali Sent Kolomb je to odbio i zatvorio se u kućici u svome dvorištu da bi mogao da usavrši sviranje viole.
Godine 1673. u selu blizu Pariza, Marin Marais , 17.-godišnji dečak, dolazi do Sent Kolomba, majstora sviranja viole, poznatog po svojoj strogosti, i traži mu da ga podučava. Sent Kolomb je odbio da ga primi među svoje učenike. Njegova starija ćerka, Madlena je bila tužna jer se zaljubila u Maraisa i pomaže mu da tajno sluša muziku njegovog oca.
Ona ostaje trudna, ali se dete rađa mrtvo i Madlena se teško razboli. Marais je napušta i odlazi da svira na dvor posle Kenjeove smrti. Sent Kolomb ga poziva u kuću pošto bolesna Madlena želi da čuje kako njen ljubavnik svira pesmu koju je napisao za nju "Sanjar" (fr. "La reveuse"). Kada je Marais otišao ona se obesila. Stari Marais uviđa svoje greške, dok Sent Kolomb prepoznaje svoju muzikalnost.

## Glumci
- Žan-Pjer Mariel kao Gospodin Sainte Kolomb
- Žerar Depardje kao Marin Marais
- An Brošet kao Madlena
- Gijom Depardje kao Mladi Marin Marais
- Karol Rišert kao Toaneta
- Mišel Buke kao Baužin
- Žan-Klod Drajfus kao Ab Matje
- Iv Gas kao Kenjet
- Iv Lambreš kao Šarbonijer
- Žan-Mari Purier kao Gospodin Bir
- Mirjam Boaje kao Ginjot

## Muzika
- Sent Kolomb:
- Marin Marais:
- Fransoa Kupren:

## Nagrade i nominacije
- Nagrada Cezar (Francuska)
  - Osvojeno: Najbolja glumica —sporedna uloga (An Brošet)[4]
  - Osvojeno: Najbolja fotografija (Iv Angelo)
  - Osvojeno: Najbolja kostimografija (Korin Jori)
  - Osvojeno: Najbolja režija (Alan Korno)
  - Osvojeno: Najbolji film
  - Osvojeno: Najbolja muzika (Đordi Saval)
  - Osvojeno: Najbolja pesma (An Kampion, Pjer Gamet, Žerar Lamp i Pjer Verani)
  - Nominovani: Najbolji glumac— Glavna uloga (Žan-Pjer Mariel)
  - Nominovani: Najbolja montaža (Marija-Žozef Jojot)
  - Nominovani: Najbolji pisac (Alan Korno and Paskal Kinjar)
  - Nominovani: Najperspektivniji glumac (Gijom Depardje)
- 42 Berlinski međunarodni filmski festival(Nemačka)
  - Zvanični izbor: Zlatni medved (Alan Korno)[5]
- Zlatni globus (SAD)
  - Nominovani: 1993 Najbolji strani film
- Louis Delluc nagrada (Francuska)
  - Osvojeno: Najbolji film

## Spoljašnje veze
- Tous les matins du monde на веб-сајту  (језик: енглески)
- Sajt o srednjem veku, za pozadinu filma